# 宫巷刘氏民居
宫巷刘氏民居，位于中国福建省福州市鼓楼区宫巷东路29号，清乾隆年间（1736—1795）始建，民国时期大修。主座二进，双坡顶，穿斗式木构架。东有跨院，其前院为花厅园林，有水池、石栏杆、拜月亭和假山、半亭等；后院为二层楼房，围以封火墙。2005年5月11日公布为第六批福建省文物保护单位。